# 紅 (ゲーム)
『紅』（くれない）は、2003年11月14日にlightから発売されたアダルトゲームである。
全6章から構成されるサイコサスペンスである本作は、ブランドにとって初めてのダーク系シナリオである。『Bluelight Magic』のメインヒロインである春野 桜子がゲスト出演しているほか、DVD-ROM版『ドキドキしすたぁパラダイス』には、 冬也と睦月がゲスト出演するシナリオが収録されている。

## あらすじ
この世には、自らの異能に溺れるあまり、人食いの変異体「紅」となる者がいた。主人公・一原 冬也（いちはら とうや）は、幼少期に両親を失っていたところを、睦月（むつき）という少女に拾われる。彼女から異能を授けられた冬也は、「紅狩り」たちの集団「組織」の一員として「紅」を倒してきた。ある日、彼は一人の少女を助ける。その少女は記憶を失っており、帰る家もないことから、冬也は仕方なく彼女を家に置き、「藤野 亜梨子」という名を与えた。

## 登場人物
一原 冬也（いちはら とうや）
本作の主人公。
藤野 亜梨子（ふじの ありす）
声-松永雪希
冬也が保護した少女。「藤野 亜梨子」という名前は彼がそのとき与えた名前である。
一原 睦月（いちはら むつき）
声-歌織
冬也の育ての親であると同時に、恋人のような存在。
肉体が成長しない病気に罹患していると自称し、周囲には病弱でか弱い義妹を演じている。
パチンコをはじめとするギャンブルがすき。
八月 姫野（やつき ひめの）
声-桜川未央
「組織」の実力者の娘。高い潜在能力から姫というあだ名がついているが、潜在能力の発露が不十分であることから、「組織」内では連絡員の仕事が主である。
工藤 由理（くどう ゆり）
声-華花
冬也の学校の先輩で、彼に片思いしている。
春野 桜子（はるの さくらこ）
声-歌織
冬也の学校の保健医で、『Bluelight Magic』からのゲストキャラクター。
「組織」に属さない特殊能力者で、彼の正体を知っている。
御崎 涼子（おざき りょうこ）
声-かわしまりの
沙綺の親友。沙綺を監禁している祖父が、母と二人で父を殺害したという考えに苦しめられている。
嵯峨野 沙綺（さがの さき）
声-成瀬未亜
ある富豪に監禁されている少女で、予知能力を持っている。
沢渡 晴香
声-一色ヒカル
田上 夏美
声-日向裕羅
晴香の元親友。